# Juwiran
Juwiran is een bestuurslaag in het regentschap Klaten van de provincie Midden-Java, Indonesië. Juwiran telt 3261 inwoners (volkstelling 2010).